# Васильев, Иван Генрихович
Иван Генрихович Васильев (22 августа 1974, Ленинград) — российский джаз- и рок-музыкант, трубач.
Окончил Музыкальное училище имени Мусоргского (1991), непродолжительное время учился в Германии и США. По возвращении в Санкт-Петербург выступал в составе джазовых коллективов «New Generation», «North West Dixieland Band», «Acoustic Band», «Fore & More», выступал вместе с оркестром Геннадия Гольштейна «Саксофоны Санкт-Петербурга». Сотрудничал с рядом рок-групп. Лауреат петербургского фестиваля-конкурса «Триумф джаза» (2003).
С группой DDT впервые выступил в благотворительном концерте «Дом на горе» 24 ноября 1999 в ДК им. Ленсовета, затем 1 декабря 1999 в концерте «Вспомним их сегодня всех до одного…» памяти погибших в Чечне и Таджикистане, проходившем в Московском дворце молодёжи. Впервые записывался с группой в альбоме «Метель августа» (песня «Питер»).
В марте 2014 года покинул группу, решив полностью сосредоточиться на собственном проекте «Acoustic Band». Его последнее выступление в составе ДДТ состоялось в Калининграде 12 марта 2014 года.